# 周介祹
周介祹（1886年—1951年），宇筠翘，号朴庵，男，湖南长沙人，中国政治人物、书法家，曾任江西省政府秘书长、甘肃省政府秘书长。

## 家庭
女儿周昭怡。